# Lynk & Co
Lynk & Co è una casa automobilistica sino-svedese fondata nel 2016 di proprietà del gruppo Geely Automobile.

## Storia

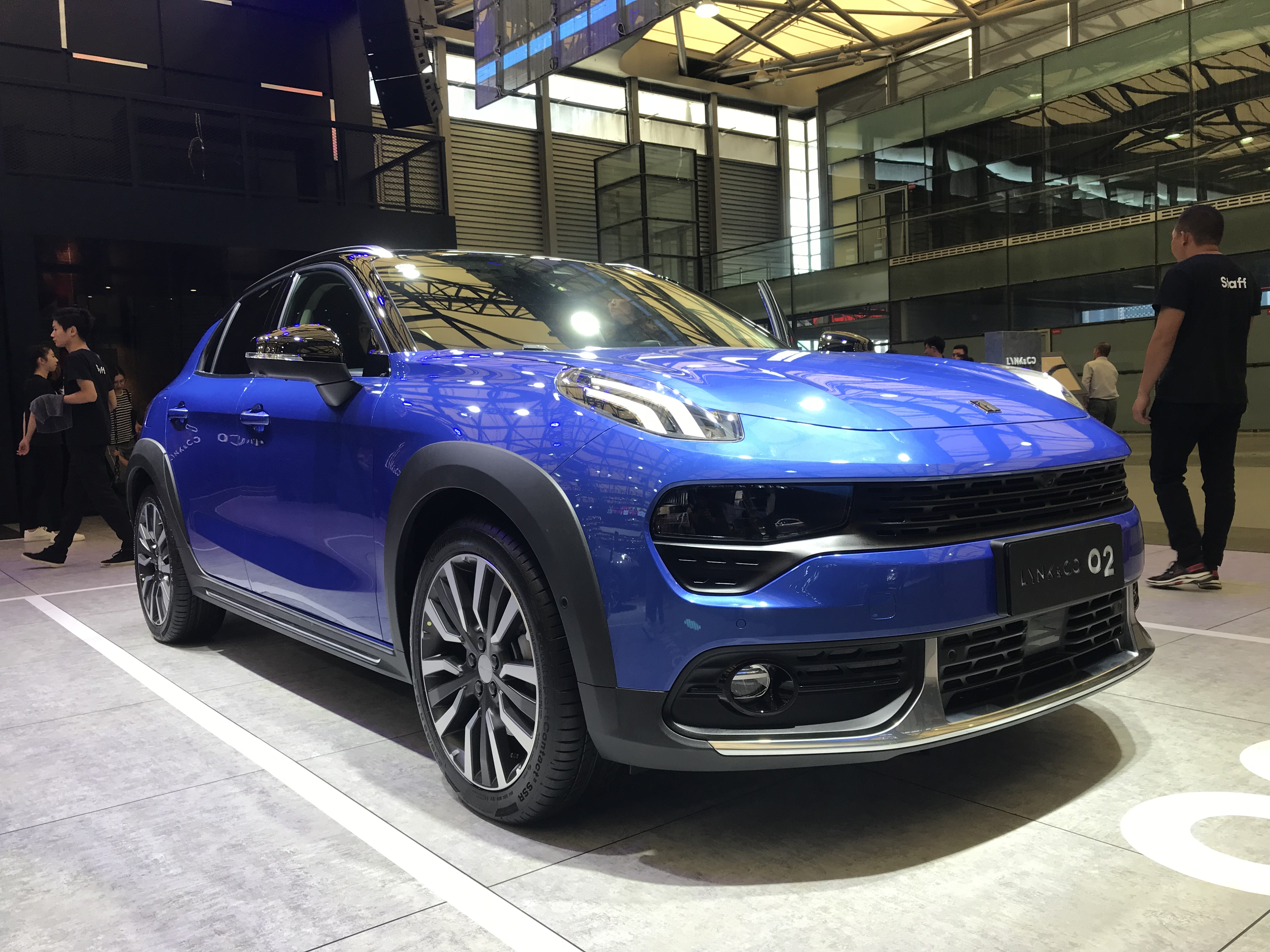
Lynk & Co 02

Lynk & Co ha annunciato tre modelli destinati alla produzione di serie, tutti basati sulla piattaforma Compact Modular Architecture (CMA) sviluppata dalla Volvo. Il primo modello annunciato da Lynk & Co è stato il crossover Lynk & Co 01, presentata per la prima volta al salone dell'automobile di Shanghai 2017. La produzione della 01 è iniziata prima in Cina nel 2017. 

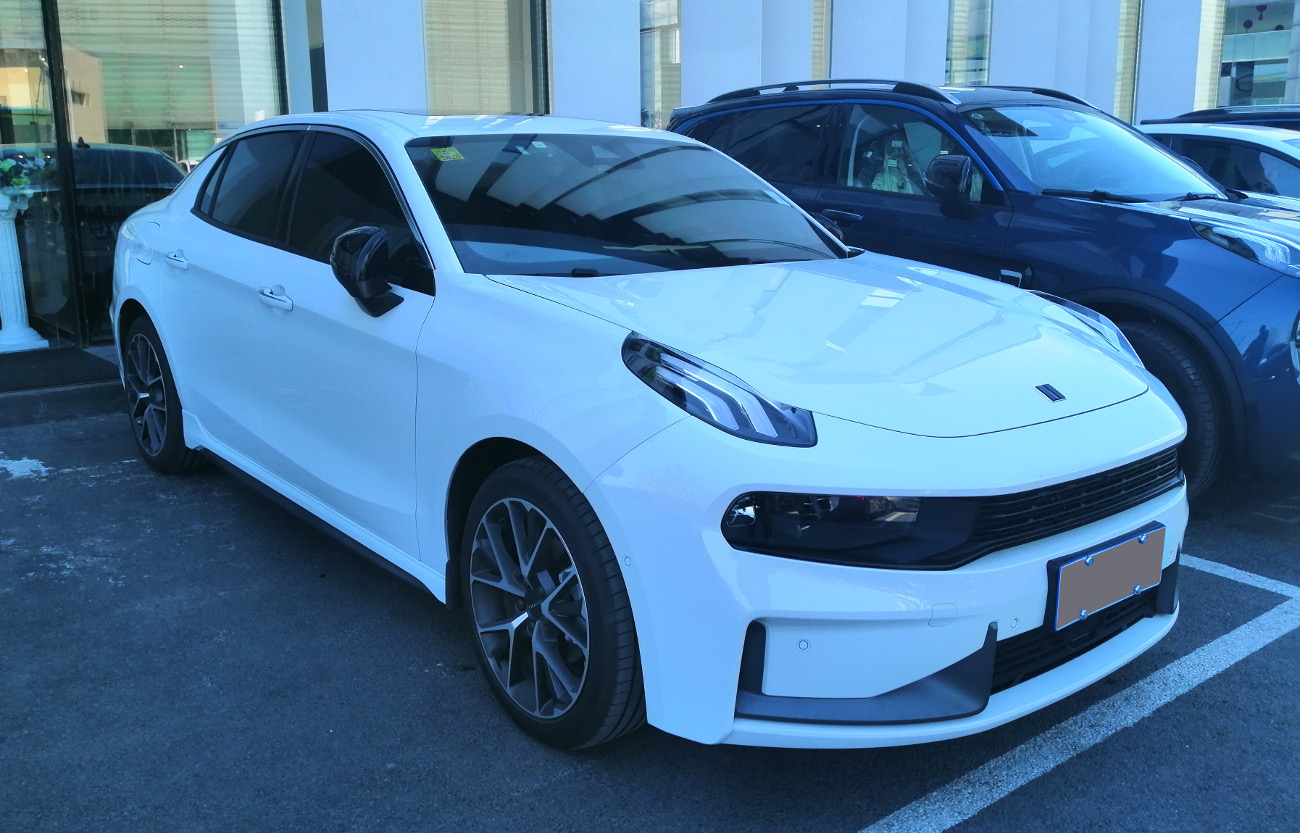
Lynk & Co 03

Il secondo modello, la berlina Lynk & Co 03, è stata mostrata per la prima volta in un evento a Shanghai. Il terzo modello, basato anche sulla piattaforma condivisa con la Volvo XC40, è la Lynk & Co 02. A gennaio 2019 è stata presentata la versione ibrida plug-in della 01, chiamata PHEV.

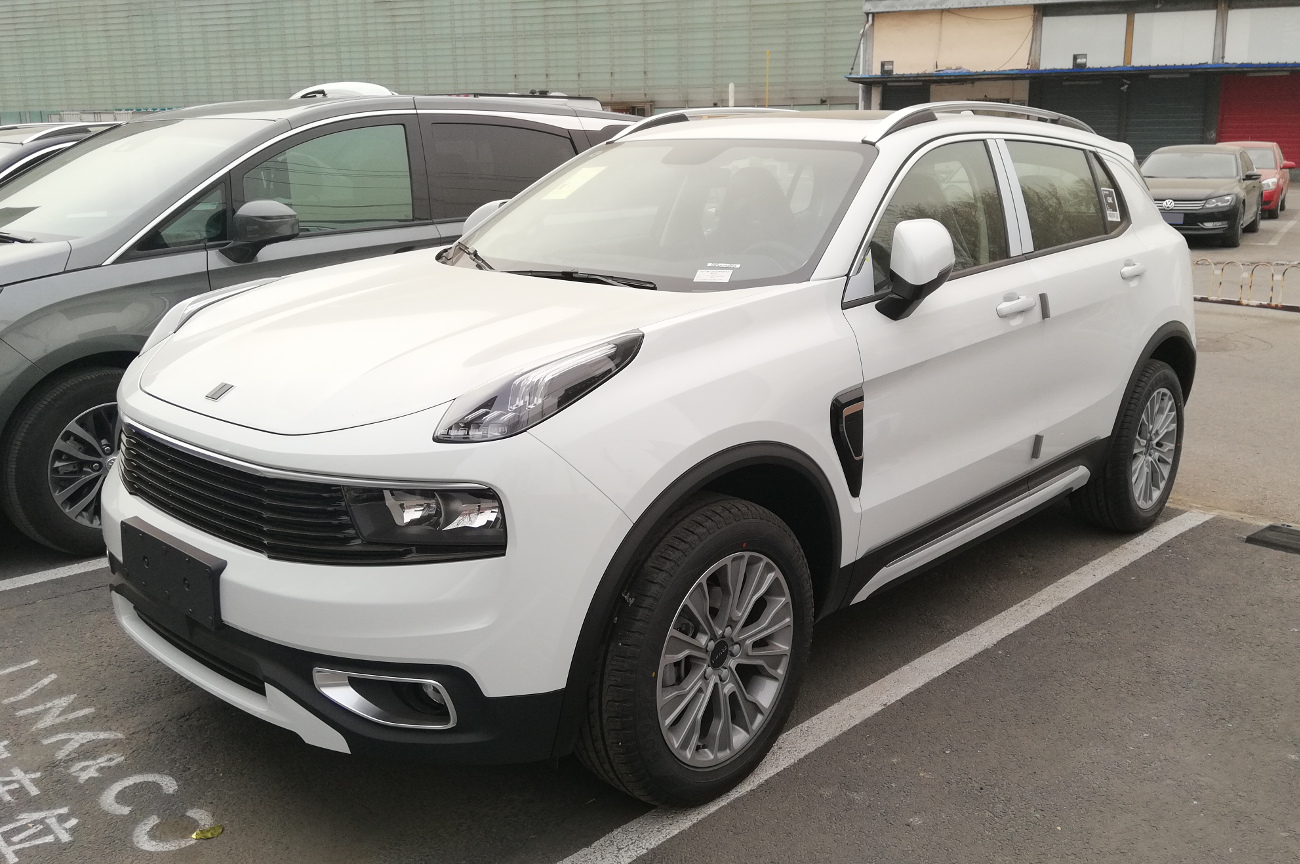
Lynk & Co 01

Lynk & Co ha venduto 120.414 veicoli in Cina nel 2018. Il marchio ha aperto 221 concessionarie in Cina. Dal 2019 corre, attraverso la scuderia svedese Cyan Racing, nel campionato WTCR 2019 con la Lynk & Co 03.
A luglio 2021 Lynk & Co è ufficialmente operativa in Italia, ed l'A.D. Alan Visser ha annunciato l'apertura del primo Club italiano a Milano.Nel Gennaio 2024 A. Visser viene sostitutito alla guida dell'azienda europea da N.Appelgren come CEO.
A Ottobre 2024 Lynk & Co presenta a Milano il suo secondo modello, 02, completamente elettrico e disponibile alla vendita dal 2025.